# Roman Sjirokov
Roman Nikolajevitsj Sjirokov (Russisch: Роман Николаевич Широков - Dedovsk, 6 juli 1981) is een Russisch voormalig betaald voetballer die bij voorkeur op het middenveld speelde. Hij was van 2001 tot en met 2016 actief op het hoogste niveau bij verschillende clubs in Rusland. Daarnaast was hij van 2008 tot en met 2016 international in het Russisch voetbalelftal, waarvoor hij 57 interlands speelde en dertien keer scoorde..

## Clubcarrière
Sjirokov profloopbaan begon in 2001 bij CSKA Moskou, waar hij in het tweede elftal speelde. Hij speelde hierna voor FK Moskou, FK Istra, FK Vidnoje, FK Saturn, Roebin Kazan en FK Chimki. In 2008 tekende hij bij Zenit Sint-Petersburg. Zes jaar later stapte hij transfervrij over naar Spartak Moskou. In februari 2016 maakte Sjirokov transfervrij de overstap naar CSKA Moskou, waarmee hij aan het einde van het seizoen 2015/16 de bekerfinale bereikt (en verloor).

## Interlandcarrière
Sjirokov maakte deel uit van het Russisch voetbalelftal tijdens het EK 2008 in Oostenrijk en Zwitserland en het EK 2012 in Polen en Oekraïne. Voor het wereldkampioenschap voetbal 2014 zegde hij noodgedwongen af, omdat Sjirokov te veel hinder ondervond van een rugblessure. Sjirokov behoort wel tot de selectie van bondscoach Leonid Sloetski voor het Europees kampioenschap voetbal 2016 in Frankrijk. Daar werd de selectie onder leiding van bondscoach Leonid Sloetski in de groepsfase uitgeschakeld na een gelijkspel tegen Engeland (1–1) en nederlagen tegen Slowakije (1–2) en Wales (0–3). Na afloop van het toernooi stopte hij zowel met interland- als met professioneel clubvoetbal.

## Erelijst
| UEFA Cup              | 1x | 2007/08       |
| UEFA Super Cup        | 1x | 2008          |
| Kampioen Premjer-Liga | 2x | 2010, 2011/12 |
| Beker van Rusland     | 1x | 2009/10       |
| Russische supercup    | 2x | 2008, 2011    |